# Centralafrikanska republiken i olympiska sommarspelen 1988
Centralafrikanska republiken deltog i de olympiska sommarspelen 1988 med en trupp, men ingen av landets deltagare erövrade någon medalj.

## Basket
Herrar
Gruppspel
| Nr | Lag                          | S | V | O | F | GM  | IM  | MS  | P |
| -- | ---------------------------- | - | - | - | - | --- | --- | --- | - |
| 1  | Jugoslavien                  | 5 | 4 | 0 | 1 | 468 | 384 | +84 | 9 |
| 2  | Sovjetunionen                | 5 | 4 | 0 | 1 | 460 | 393 | +67 | 9 |
| 3  | Australien                   | 5 | 3 | 0 | 2 | 429 | 408 | +21 | 8 |
| 4  | Puerto Rico                  | 5 | 3 | 0 | 2 | 382 | 387 | −5  | 8 |
| 5  | Centralafrikanska republiken | 5 | 1 | 0 | 4 | 346 | 436 | −90 | 6 |
| 6  | Sydkorea                     | 5 | 0 | 0 | 5 | 384 | 461 | −77 | 5 |

## Friidrott
Herrarnas maraton
- Adolphe Ambowode — 2:23,52 (→ 42:a plats)